# NSG Arzberg
NSG Arzberg este o arie protejată (arie specială de conservare — SAC, sit de importanță comunitară — SCI) din Germania întinsă pe o suprafață de 114 ha, integral pe uscat.

## Localizare
Centrul sitului NSG Arzberg este situat la coordonatele 50°45′03″N 10°01′25″E / 50.7508°N 10.0236°E.

## Înființare
Situl NSG Arzberg a fost declarat sit de importanță comunitară în septembrie 2000 pentru a proteja 1 specie de plante și 5 specii de animale. Situl a fost protejat și ca arie specială de conservare în iulie 2008.

## Biodiversitate
Situată în ecoregiunea continentală, aria protejată conține 3 habitate naturale: Grohotișuri medio-europene calcaroase, de la nivel colinar și montan, Păduri de fag Asperulo-Fagetum, Păduri pe pante, grohotișuri și ravene de Tilio-Acerion.
La baza desemnării sitului se află mai multe specii protejate:
- plante (1): mușchi (Dicranum viride)
- păsări (3): buha (Bubo bubo), ciocănitoarea de stejar (Dendrocopos medius), ciocănitoare verzuie (Picus canus)
- mamifere (1): liliac comun (Myotis myotis)
- nevertebrate (1): Vertigo angustior

Pe lângă speciile protejate, pe teritoriul sitului au mai fost identificate 4 specii de plante, 6 specii de mamifere, 2 specii de nevertebrate.